# Oisy (Nord)
Oisy è un comune francese di 550 abitanti situato nel dipartimento del Nord nella regione dell'Alta Francia.

## Società

### Evoluzione demografica
Abitanti censiti